# Астіка
Астіка (санскр. आस्तिक) - загальна назва «ортодоксальних»  індійських філософських шкіл, які визнають життя після смерті і авторитет Вед. До Астіка належать міманса, веданта, самкх'я, йога, ньяя, вайшешика.
Настіка (санскр. नास्तिक) - школи, що не визнають Вед: локаята, чарвака, адживіка, джайнізм і буддизм. Останні два напрями визнають і життя після смерті, і закон карми, але тим не менш зазвичай їх відносять до Настіка через невизнання ними Вед і відмінних від характерних для астіки часово-космологічних концепцій.

## Класичні школи
Дев'ять класичних шкіл індійської філософії поділяють на ортодоскальні (астіка), тобто такі, що визнають авторитет Вед, та неортодоксальні (настіка), тобто ті, що авторитет Вед не визнають.
Ортодосальних шкіл шість:
- Ньяя — школа логіки
- Вайшешика — атомістична школа
- Самкх'я
- Йога — школа Патанджалі, яка приймає метафізику самкх'я
- Пурва міманса — школа ведичних ритуалів
- Веданта — школа традиції упанішад з наголосом на ведичній філософії

Три неортодоксальні школи:
- Буддизм
- Джайнізм
- Чарвака